# Omer Damari
Omer Damari (en hébreu עומר דמארי , né le 24 mars 1989 à Rishon LeZion) est un footballeur international israélien qui joue comme attaquant.

## Palmarès
- Vainqueur de la Coupe d'Israël en 2012 avec l'Hapoël Tel-Aviv
- Championnat d'Autriche en 2016